# Virgilijus Alekna
Virgilijus Alekna (* 13. února 1972, Terpeikiai blízko Kupiškisu) je litevský atlet, dvojnásobný olympijský vítěz, dvojnásobný mistr světa a mistr Evropy v hodu diskem.
3. srpna 2000 v Kaunasu poslal disk do vzdálenosti 73,88 metru a za světovým rekordem Němce Jürgena Schulta z roku 1986 zaostal o 20 centimetrů. V roce 2005 se stal vítězem ankety Atlet Evropy.

## Úspěchy
| Rok  | Závod                              | Místo                | Umístění | Výkon |
| ---- | ---------------------------------- | -------------------- | -------- | ----- |
| 1994 | Mistrovství Evropy v atletice 1994 | Helsinky, Finsko     | 17.      | 56,38 |
| 1995 | Mistrovství světa v atletice 1995  | Göteborg, Švédsko    | 19.      | 59,20 |
| 1996 | Letní olympijské hry 1996          | Atlanta, USA         | 5.       | 65,30 |
| 1997 | Mistrovství světa v atletice 1997  | Athény, Řecko        | 2.       | 66,70 |
| 1998 | Mistrovství Evropy v atletice 1998 | Budapešť, Maďarsko   | 3.       | 66,46 |
| 1999 | Mistrovství světa v atletice 1999  | Sevilla, Španělsko   | 4.       | 67,53 |
| 2000 | Letní olympijské hry 2000          | Sydney, Austrálie    | 1.       | 69,30 |
| 2001 | Mistrovství světa v atletice 2001  | Edmonton, Kanada     | 2.       | 69,40 |
| 2002 | Mistrovství Evropy v atletice 2002 | Mnichov, Německo     | 2.       | 66,62 |
| 2003 | Mistrovství světa v atletice 2003  | Paříž, Francie       | 1.       | 69,69 |
| 2003 | Světové atletické finále           | Fontvieille, Monako  | 1.       | 68,30 |
| 2004 | Letní olympijské hry 2004          | Athény, Řecko        | 1.       | 69,89 |
| 2004 | Světové atletické finále           | Fontvieille, Monako  | 4.       | 63,64 |
| 2005 | Mistrovství světa v atletice 2005  | Helsinky, Finsko     | 1.       | 70,17 |
| 2005 | Světové atletické finále           | Fontvieille, Monako  | 1.       | 67,64 |
| 2006 | Mistrovství Evropy v atletice 2006 | Göteborg, Švédsko    | 1.       | 68,67 |
| 2006 | Světové atletické finále           | Stuttgart, Německo   | 1.       | 68,63 |
| 2007 | Mistrovství světa v atletice 2007  | Ósaka, Japonsko      | 4.       | 65,24 |
| 2008 | Letní olympijské hry 2008          | Peking, Čína         | 3.       | 67,79 |
| 2009 | Mistrovství světa v atletice 2009  | Berlín, Německo      | 4.       | 66,36 |
| 2010 | Mistrovství Evropy v atletice 2010 | Barcelona, Španělsko | 5.       | 64,64 |